# Jordanne
A Jordanne  folyó Franciaország területén, a Cère jobb oldali mellékfolyója.

## Földrajzi adatok
A Francia-középhegységben ered, Cantal megyében, és Aurillac-nál torkollik a Cère-be. Hossza 40,6 km.  

## Megyék és városok a folyó mentén
- Cantal: Mandailles-Saint-Julien,  Lascelle,  Saint-Simon, Aurillac